# Mondialisme
Ne doit pas être confondu avec mondialisation.
Le mondialisme fait référence à divers modèles de signification au-delà du simple international. Il est utilisé par des politologues, comme Joseph Nye, pour décrire « les tentatives visant à comprendre toutes les interconnexions du monde moderne – et à mettre en évidence les modèles qui les sous-tendent (et les expliquent) ». Bien qu'il soit principalement associé aux systèmes-mondes, il peut être utilisé pour décrire d'autres tendances mondiales. Le concept de mondialisme est aussi classiquement utilisé pour distinguer les idéologies de la mondialisation (les significations subjectives) des processus de mondialisation (les pratiques objectives).
• Une volonté supposée d'en finir avec l'État-nation comme cadre d'administration politique et de référence identitaire. Il est notamment utilisé dans certains milieux nationalistes pour décrire, en la dénonçant, la marche vers une sorte d'État mondial. Celle-ci se produirait sous le double effet de la mondialisation économique et d'un internationalisme oligarchique.
• Des idéologies cherchant à se propager à travers le monde avec pour facteur l'unification d'une zone pour se propager davantage.

## Définition
Paul James définit le mondialisme

« du moins dans son utilisation plus spécifique... en tant qu'idéologie et subjectivité dominantes associées à différentes formations historiquement dominantes d'extension mondiale. La définition implique donc qu'il existait des formes prémodernes ou traditionnelles de mondialisme et de mondialisation bien avant que la force motrice du capitalisme ne cherche à coloniser tous les coins du globe, par exemple, en remontant à l'Empire romain au IIe siècle apr. J.-C., et peut-être aux Grecs du Ve siècle av. J.-C.. »

Les premières idées du mondialisme ont également été exprimées par le philosophe libéral Adam Smith à travers ses vues sur le rôle des marchandises dans la distinction entre les civilisés et les barbares, profondément ancrées dans l’idéologie des empires,,,.
Manfred Steger distingue différents mondialismes tels que le mondialisme de la justice, le mondialisme du jihad et le mondialisme du marché. Le mondialisme de marché inclut l'idéologie du néolibéralisme . Pour certains, la réduction du mondialisme à l’idéologie unique du mondialisme de marché et du néolibéralisme a semé la confusion. Dans son livre de 2005 The Collapse of Globalism and the Reinvention of the World , le philosophe canadien John Ralston Saul a traité le mondialisme comme une coïncidence avec le néolibéralisme et la mondialisation néolibérale. Il a fait valoir que, loin d'être une force inévitable, la mondialisation est déjà en train de se fragmenter en morceaux contradictoires et que les citoyens réaffirment leurs intérêts nationaux.de manière à la fois positive et destructrice.
Les politologues Joseph Nye et Robert Keohane , principaux penseurs de l'institutionnalisme libéral en tant que nouvelle théorie des relations internationales, ont généralisé le terme pour affirmer que le mondialisme fait référence à toute description et explication d'un monde caractérisé par des réseaux de connexions qui s'étendent sur des distances multicontinentales. tandis que la mondialisation fait référence à l'augmentation ou au déclin du degré de mondialisation.

## Concept
D'après le politologue Jean-Yves Camus, il s'agit d'un « néologisme apparu au début des années 1980 dans les milieux complotistes de l'extrême droite anti-juive (cf. Yann Moncomble, La Trilatérale et les secrets du mondialisme, 1980) pour désigner l'action soi-disant concertée de sociétés secrètes, de groupes d'intérêts économiques ou de lobbies pour arriver à l'instauration d'un gouvernement mondial ». Jean-Yves Camus indique que, parmi les figures de la seconde moitié du XXe siècle, le concept hérite principalement des textes du militant antisémite Henry Coston.
Le concept est également utilisé par Or Rosenboim, historienne des idées, pour traduire le versant politique de la mondialisation, qui est généralement comprise comme un phénomène économique et financier.
Le « mondialisme » a des affinités avec le « nouvel ordre mondial » tel qu’entendu dans certains milieux complotistes. Souvent associé à l'impérialisme anglo-américain, le « mondialisme » est notamment dénoncé par des théoriciens néo-eurasistes comme Alexandre Douguine. En France, sa dénonciation est portée par des auteurs d'extrême droite comme Yann Moncomble, Pierre Hillard ou Pierre de Villemarest.
Leur entreprise de dénonciation du « mondialisme » se focalise souvent sur des personnalités ou des organisations, publiques ou privées, qu'ils identifient comme ayant œuvré et œuvrant à ce projet. Parmi celles-ci : Richard Coudenhove-Kalergi, Clarence Streit, David Rockefeller, la Fabian Society, le Round table, le Council on Foreign Relations, le groupe Bilderberg ou encore la Commission trilatérale.

## Usages

### Par la famille Le Pen
Dans un entretien pour le quotidien Présent le 11 août 1989, Jean-Marie Le Pen dénonce « les forces qui visent à établir une idéologie mondialiste » et désigne notamment « la Maçonnerie », « la Trilatérale » et « l'Internationale juive ».
La présidente du Front national, Marine Le Pen, définit ainsi le mondialisme dans son livre Pour que vive la France (2012) :

« Le mondialisme est en effet une idéologie, qui a pour trait principal de nier l’utilité des nations, leur adaptation au monde “postmoderne”, et qui vise à façonner un nouvel homme, sorte d’homo mondialisus, vivant hors sol, sans identité autre que celle du consommateur global, rebaptisé “citoyen du monde” pour masquer le caractère profondément mercantile de cet objectif. Le mondialisme est une alliance du consumérisme et du matérialisme, pour faire sortir l’Homme de l’Histoire. »

Nicolas Lebourg estime que « cette conception tient du bloc commun des extrêmes droites, mais elle est aussi de celles qui offrent une ouverture, en particulier vers les segments réactionnaires ».
Tout en se défendant de toute théorie du complot, Marine Le Pen attribue au mondialisme, selon la chercheuse Cécile Alduy, « la fonction explicative totalisante que Girardet décrit à propos des théories conspirationnistes » ; l'immigration n'en serait que « l'instrument et la conséquence logique » alors qu'elle était une « cause unique et [un] thème obsessionnel chez Jean-Marie Le Pen », bien qu'il ait décliné dans les discours de celui-ci à partir des années 1990, tandis que le thème de la mondialisation et du mondialisme progressait.
Alors que Marine Le Pen qualifie régulièrement Emmanuel Macron de mondialiste lors de sa campagne présidentielle de 2017, ce qualificatif est réutilisé à son sujet par Gérard Larcher et par le journaliste Éric Dupin.

### Par Donald Trump
Donald Trump affirme son rejet du « globalisme » et du « mondialisme » lors de son discours devant l'ONU en septembre 2018.